# 김종문 (시인)
김종문(金宗文, 1919년 4월 22일~1981년 1월 17일)은 대한민국의 시인, 문화 평론가 겸 문인이다.

## 경력
- 한국문학가협회 이사
- 한국현대시인협회 회장
- 국제펜클럽대회 한국대표
- 아시아작가대회 한국대표
- 자유문학 주간
- 육군 소장 예편
- 국방부 정훈국 국장
- 통위부 보도과 과장

## 수상
- 1965년 한국문학상
- 1978년 한국펜클럽 문학상